# 리하이 밸리 팬텀스
| 리하이 밸리 팬텀스 | |
| 콘퍼런스           | 동부 콘퍼런스                                                                                      |
| 디비전             | 애틀랜틱 디비전                                                                                    |
| 설립연도           | 1996년                                                                                             |
| 해체연도           | |
| 역사               | 필라델피아 팬텀스 (1996년~2009년) 애디론댁 팬텀스 (2009년~2014년) 리하이 밸리 팬텀스 (2014년~현재) |
| 경기장             | PPL 센터                                                                                           |
| 연고지             | 펜실베이니아주 앨런타운                                                                            |
| 상징색             | 검정, 오렌지, 일렉트릭 블루, 하양                                                                  |
| 구단주             | 더 브룩 그룹                                                                                       |
| 단장               | 론 헥스탈                                                                                          |
| 감독               | 스캇 고든                                                                                          |
| NHL 제휴           | 필라델피아 플라이어스                                                                              |
| ECHL 제휴          | 레딩 로열스                                                                                        |
| 정규시즌 우승      | 2 (1997, 1998)                                                                                     |
| 콘퍼런스 우승      | 2 (1998, 2005)                                                                                     |
| 디비전 우승        | 4 (1997, 1998, 1999, 2004)                                                                         |
| 칼더 컵            | 2 (1998, 2005)                                                                                     |
| 영구 결번          | -                                                                                                  |

리하이 밸리 팬텀스(Lehigh Valley Phantoms)는 미국 펜실베이니아주 앨런타운을 연고지로 하는 AHL의 동부 콘퍼런스 애틀랜틱 디비전 소속 아이스 하키팀이다.

## 역대 홈경기장
| 리하이 밸리 팬텀스 |             |          |                         |      |
| 경기장             | 사용기간    | 수용인원 | 장소                    | 비고 |
| PPL 센터           | 2014년~현재 | 9,017명  | 펜실베이니아주 앨런타운 | 빈칸 |